# Partij voor Democratie en Vooruitgang
De Partij voor Democratie en Vooruitgang (Turks: Demokrasi ve Atılım Partisi, DEVA), opgericht onder leiding van Ali Babacan op 9 maart 2020, is een politieke partij die actief is in Turkije. Volgens de partijstatuten wordt de naam officieel afgekort als "DEVA Partisi". De partij wordt vertegenwoordigd door 15 parlementsleden in de Grote Nationale Assemblee van Turkije. De algemene voorzitter is Ali Babacan.
De partij omschrijft haar wereldbeeld als "gebaseerd op het principe van de scheiding der machten en de rechtsstaat bij de uitvoering van haar beleid, het waarborgen van rechtszekerheid op het hoogste niveau met een onpartijdig en onafhankelijk rechtssysteem, en het hechten van belang aan een participatieve en pluralistische democratie." Derden hebben de partij over het algemeen beschreven als een aanhanger van de ideologieën van liberaal conservatisme en sociaalliberalisme, en neigend naar centrumrechts. De partij omschrijft zichzelf als een mainstream-partij in het politieke spectrum, met als doel mensen van alle ideologieën tegemoet te komen, precies in het midden van het spectrum.
Sommige commentatoren wijzen erop dat de partij doet denken aan de Partij voor Rechtvaardigheid en Ontwikkeling (AK Parti) van 2001. Critici stellen dat de partij haar strategie heeft gebaseerd op steun van twee groepen binnen de AK Parti-basis: de middenklasse en religieuze Koerdische kiezers. Omdat de AK Parti in alliantie is met de Partij van de Nationalistische Beweging (MHP) en een securitaire benadering ten opzichte van de Koerden heeft aangenomen, denken critici dat religieuze Koerdische kiezers daadwerkelijk op zoek zijn naar een nieuwe partij en dat de partij een alternatief vormt voor deze kiezers. Er is ook beweerd dat het de voortzetting is van de Anavatan Partisi (ANAP).

## Buitenlands beleid
In januari 2023 legde voorzitter Ali Babacan een verklaring af waarin hij het Turkse EU- lidmaatschap steunde en zijn betrokkenheid bij de NAVO benadrukte. De partij stelt dat zij niet de mogelijkheid heeft om toegang te krijgen tot de details van onderhandelingen over concrete kwesties zoals het lidmaatschap van landen als Zweden en Finland over veiligheidskwesties. Hij stelt dat wanneer ze aan de macht komen, ze op basis van deze informatie beslissingen zullen nemen. Er wordt gesteld dat er rekening moet worden gehouden met het feit dat de PKK een terroristische organisatie is, en dat er rekening moet worden gehouden met de veiligheidsproblemen van de NAVO-bondgenoten. Op 21 januari 2023 legde Ali Babacan belangrijke verklaringen af op de top van WEF, waar hij de mondiale ontwikkelingen evalueerde. Babacan betoogde dat geopolitieke problemen aan de G20-tafel moeten worden gebracht en benadrukte tijdens zijn ontmoeting met de premiers van de landen van de Westelijke Balkan het belang van de integratie van deze landen in de Euro-Atlantische instellingen.